# Viennotaleyrodes dichrostachi
Viennotaleyrodes dichrostachi es un hemíptero de la familia Aleyrodidae, subfamilia Aleyrodinae.
Fue descrita científicamente por primera vez por Bink-Moenen en 1983.